# Alcomsat-1
Alcomsat-1 es el primer satélite de comunicaciones argelino, llevado a cabo por el lanzador chino Long March 3B, desde el Centro de Lanzamiento de Satélites Xichang, ubicado en la provincia de Sichuan, a 2.200 km al suroeste de Beijing.
El satélite está diseñado para una vida operativa de 15 años y es una asociación entre la Agencia Espacial Argelina (ASAL) y China. Se dedica a las telecomunicaciones, televisión e internet.
- Puede encontrar más información actualizada sobre el satélite aquí.